# Canudos (Novo Hamburgo)
Canudos é um bairro localizado a leste do município brasileiro de Novo Hamburgo, no Rio Grande do Sul. É o maior bairro urbano da cidade e o mais populoso, perdendo apenas (em tamanho) para o bairro rural Lomba Grande.
Canudos é um bairro importante para a economia do Município, pois tem um comércio extremamente forte, onde se localizam diversos bancos, fábricas e lojas de renome no Brasil. Ainda assim é um bairro fortemente residencial, a ponto de poder ser classificado como bairro residencial/comercial. Possui algumas indústrias de médio porte. É também em Canudos que se localiza o Aeroclube do município, e é considerada a segunda área com maior criminalidade do município.
Neste bairro fica localizado o Residencial Mundo Novo que é hoje um dos maiores conjuntos habitacionais do Brasil com mais de 1200 unidades habitacionais divididas em 5 condomínios sendo o maior deles o Condomínio Vicente Kieling, considerado o segundo maior condomínio da América do Sul com 560 unidades..
O nome é uma referência à Guerra de Canudos, que ocorreu no fim do século XIX, no município de Canudos, interior da Bahia, e está presente na obra de Euclides da Cunha, "Os Sertões".